# Axel Karlson
För liknande namn, se Axel Karlsson.
Axel Karlson, från 1950-talet Brodda, född 1889 i Östersund, död 1980, var under början och mitten av 1900-talet en av Sveriges mest uppmärksammade uppfinnare. Några av hans uppfinningar som används än i dag är Karlsons klister och flytspackel.

## Fattig uppväxt
Axel Karlson föddes i en fattig familj i Östersund och "såldes" på en av de barnauktioner som förekom långt in på 1900-talet, där barn placerades ut i de hem som krävde minst statlig ersättning. Han var då 12 år och hade turen att komma till ett vänligt hem, även om han var tvungen att arbeta hårt. Det var en bagarfamilj i Södertälje som tagit emot honom och han fick sätta degen till bagarna som skulle komma in på morgonen. Det lärde honom en hel del om kemiska processer. Klister gjordes på den tiden av mjöl, vilket inte var en särskilt hållbar metod. Men han skulle snart komma på något bättre. Det var under hans nästa arbete som nyckeln till Karlsons klister knäcktes. Under en sommar hade han fått arbete på en biograf där en av hans sysslor var att laga filmerna när de gick sönder. Det var materialet i filmremsan tillsammans med metylacetat, som de använde för att klistra ihop filmerna, som senare blev grunden till ett då helt unikt lim som både torkade fort och höll. Det var Karlsons klister.
Axels Karlsons far Jöns-Petter hade varit väldigt religiös, men det var aldrig Axel Karlson. Han noterade orättvisorna för arbetarna i Sverige och i mitten på 1910-talet blev han politiskt aktiv och kämpade under många år för en kommunistisk revolution i Sverige. I Örebro 1918 stoppades ett av hans uppviglingsförsök, vilket gick att läsa om i Närkes Allehanda.

## Succé i Amerika
Karlsons klister lanserades med en på den tiden helt ny metod. Axel Karlson lånade en åsna och körde runt i Stockholm med plakatet med budskapet "Alla använda Karlsons Klister, blott icke jag ty jag är en åsna". Samma metod använde han då han for till Amerika 1927. Karlsons klister fick där namnet Testors cement. Amerikanerna var lika ovana och överraskade över greppet som svenskarna hade varit några år innan och Testors cement är än i dag ett stort företag. Karlson förlorade patentet till sin mer affärsintresserade partner och gjorde sig aldrig någon förmögenhet på sitt klister. I tidningen Allers gick 1974 att läsa en intervju med Karlson där han själv ansåg sig vara den största åsnan, men väldigt glad ändå och full av nya projekt.

## Nästa stora uppfinning - flytspacklet
Axel Karlsons fru Rosa berättade 1974 i tidningen Allers att han skötte det mesta av uppfinnande hemma vid diskbänken: "Som vanligt stod han där och joxade med lite av varje. Han mixtrade med konstgödsel och cement och gips och plötsligt hojtade han till. Då visste jag att en uppfinning var född".
Det var ytterligare en stor uppfinning, större än vad de visste då när artikeln skrevs 1974. Då arbetade Axel Karlson, som 80-åring, för Johnsonkoncernen och det han uppfunnit var flytspacklet. 
Flytspacklet kritiserades efter ett tag eftersom det orsakade mögelskador, men Karlson var noga med att säga att man måste vänta och låta det torka innan plastmattor eller dylikt lades på. Under bygghetsen på 1980-talet valde många att bortse från den instruktionen. I dag används flytspackel vid nästan varje husbygge.

## Kriget kom emellan
Ytterligare uppfinningar han gjorde var det roterbara växthuset, det ekologiska varmluftshuset, bredplasta med flera. Dessutom startade han de första moderna persontrafikbåtarna ut till Stockholms skärgård, tyvärr konfiskerades de två båtarna under andra världskriget. Då öppnade han istället kolmileskola i Norrland.

## Gift med filmöversättare
Axel Karlson gifte sig 1929 med amerikanskan Rosa Forss, som när hon följde med hem till Sverige blev översättare och sekreterare på filmbolaget Columbia Pictures som då låg på Kungsgatan i Stockholm. De fick barnen Robert, Benny och Margareta.